# Пионер (остров)
Пионе́р — остров в северо-западной части архипелага Северная Земля (Россия), в Карском море. Административно относится к Таймырскому Долгано-Ненецкому району Красноярского края.

## География
Расположен в западной части архипелага. От острова Комсомолец на северо-востоке отделён проливом Юным шириной 4-9 километров, от острова Октябрьской Революции на юго-востоке отделён проливом Красной Армии шириной 9-14 километров. Площадь острова — 1522 км². Имеет слегка вытянутую с северо-запада на юго-восток форму длиной 58 километров и шириной от 25 километров в центральной части и до 40 километров в восточной. В юго-восточной части находится полуостров около 7 километров в длину и 5 километров в ширину, загибающийся на запад и, вместе с прилегающим к нему островом Крупской, образующий залив Калинина. Изгибы западного берега образуют ещё два небольших залива — бухту Светлую и бухту Лунную.
Берега острова по большей части пологие с редкими невысокими обрывами. Северный берег — неровный, образует множество мысов и небольших заливов, восточный и южный — относительно ровные с небольшими узкими заливами в местах впадения в море рек. Большинство крупных рек острова: Илистая, Клыковая, Верная, Скорая, Сбитая, Буянка, Струйка, Пионерка (30 км), Говорливая и Коленчатая (25 км) стекают к восточному и южному побережью. Крупных озёр на острове нет, площадь самых больших не превышает 2-3 км².
На острове Пионер расположен крупный ледник — Пионер (круглой формы, диаметром около 15 километров) в восточной части и ранее существовал ледник Крошка (2 на 1,5 километра) в северной части к югу от озера, из которого вытекает река Коленчатая, он полностью растаял в 1960-е года. На леднике Пионер расположена наивысшая точка острова — 385 метров, при этом средние высоты острова — 40-90 метров. В целом рельеф острова относится к низкогорно-холмистому.
Непокрытые льдом области острова обеднены растительностью: всего 10 % свободной ото льда площади занимает арктическая тундра, а остальную часть — глинисто-щебёночая полярная пустыня с редкими каменистыми россыпями. Растительность представлена в первую очередь мхами и лишайниками.

## Палеонтология
В отложениях лландоверийской эпохи силурийского периода на острове Пионер обнаружены ископаемые чешуйки телодонта Paralogania klubovi и одна чешуйка неопределённого представителя семейства Loganelliidae.

## История
Открыт в июне 1932 экспедицией Г. А. Ушакова, являвшейся частью экспедиции под руководством О. Ю. Шмидта, на ледокольном пароходе «Георгий Седов». 1 декабря 2006 года на пленарном заседании окружной Думы Таймырского округа было принято постановление, согласно которому предлагается возвратить архипелагу прежнее название, а часть островов переименовать. Остров Пионер предлагалось назвать островом Святой Татьяны. Однако после объединения Красноярского края и, таким образом, после упразднения Таймырского округа, краевое Законодательное собрание не поддержало эту инициативу.

## Другие географические объекты острова
- Река Круговая — река в северо-западной части полуострова с устьем в бухте Светлой.
- Мыс Будённого — северо-восточное окончание острова. Длина — 5 километров, ширина — до километра. В восточной части обрыв высотой 3 метра. На небольшой скале на окончании мыса на высоте 19 метров расположен геодезический пункт.
- Мыс Холмистый — мыс в северо-западной части острова вдаётся в пролив Юный.
- Мыс Ожиданий — самая восточная точка острова.
- Утёс Чапаева — расположен в юго-западной части острова. С высотой 88 метров он является самой высокой точкой острова, свободной от ледника.[9]
- Бухта Клюв — небольшая бухта в северо-восточной части залива Калинина.
- Мыс Дзержинского — находится в юго-западной части острова. Высота обрыва в этом месте — 3 метра.
- Мыс Находка — расположен в 2,3 километрах к северу от мыса Дзержинского, в южной части бухты Лунной.
- Мыс Западный — мыс на противоположном от мыса Находки берегу бухты Лунной. Обрыв высотой 6 метров.

## Близлежащие малые острова
- Остров Капля — небольшой, около 300 метров в длину, остров у самого побережья острова Пионер в районе мыса Холмистого.
- Остров Попутный — скалистый остров длиной 4 километра и шириной до 1,4 километра в 650 метрах к северу от острова Пионер.
- Остров Крупской — крупный остров в северной части залива Калинина, отделён от острова Пионер проливом Лодочным. Размеры — 17 километров в длину и до 8 километров в ширину.